# Paripocregyes brunneomaculatus
Paripocregyes brunneomaculatus är en skalbaggsart som beskrevs av Stefan von Breuning 1938. Paripocregyes brunneomaculatus ingår i släktet Paripocregyes och familjen långhorningar. Inga underarter finns listade i Catalogue of Life.